# Fürsorge
Fürsorge bezeichnet die freiwillig oder gesetzlich verpflichtend übernommene Sorge für andere Personen oder Personenvereinigungen. Daraus abgeleitet bezeichnet Fürsorge die Sorge, auf die Menschen unter bestimmten Umständen ein Recht haben, und bezeichnet ebenfalls das aus der Ethik der Barmherzigkeit bzw. der Almosenpraxis erwachsene System der öffentlichen Fürsorge. 

## Etymologie
Das Wort Fürsorge stammt von mhd. vür-sorge, entlehnt aus lateinisch prōcūrātĭo (zu lateinisch prō-cūrāre „für etwas Sorge tragen; pflegen; verwalten“). Sprachlich wird damit die sich auf die Zukunft erstreckende Besorgnis ausgedrückt. Wird aus der Freiwilligkeit der Fürsorge eine Rechtspflicht, spricht man von der Fürsorgepflicht.

## Fürsorge als individuelles Recht
Artikel II-24 der Charta der Grundrechte der Europäischen Union legt Rechte des Kindes fest, insbesondere: Kinder haben Anspruch auf den Schutz und die Fürsorge, die für ihr Wohlergehen notwendig sind.
Personen, die Zeit für die Kinderbetreuung und -erziehung aufwenden oder die für pflegebedürftige Familienmitglieder sorgen, werden als „Personen mit Fürsorgepflichten“ bezeichnet. Das Strafgesetzbuch der Bundesrepublik Deutschland sieht im zwölften Abschnitt (Straftaten gegen den Personenstand, die Ehe und die Familie) die Verletzung der Fürsorge- oder Erziehungspflicht (§ 171 StGB) ein Delikt vor, das mit bis zu drei Jahren Freiheitsentzug geahndet wird.

## Öffentliche Fürsorge
„Fürsorge“ ist
- in der Bundesrepublik Deutschland der Oberbegriff für die öffentliche Fürsorge im Sinne des Art. 74 Abs. 1 Nr. 7 GG. Sie erbringt nachrangig für Hilfebedürftige in einer mit besonderen Belastungen einhergehenden Lebenssituation bestimmte Sozialleistungen. Vorrangig sind hingegen Sozialleistungen aus Mitteln der beitragsfinanzierten Sozialversicherung.[3]
- in Österreich der Oberbegriff für den rechtlichen Begriff der Obsorge, aber auch der Sozialhilfe.

In der Schweiz werden Sozialhilfeleistungen sowie die sie austeilenden Ämter auch heute noch offiziell als „Fürsorge“ bezeichnet – siehe Sozialhilfe (Schweiz).
„Sozialfürsorge“ war die Bezeichnung der letzten existenzsichernden Leistung in der DDR. Sie hatte in den 1950er bis 1960er Jahren noch starke Bedeutung, bis zum Ende sank diese jedoch kontinuierlich besonders wegen der Bindung an die Arbeitsverwaltung (Arbeitspflicht). 1989 bezogen nur noch ca. 5500 Bürger diese Leistung.

## Einrichtungen der Fürsorge
- Erziehung: Kinderheim (Heimerziehung), früher auch Waisenhäuser, Internat (Schulheim)[5]
- Pflege: Krankenhaus, Altenheim, Pflegeheim
- Soziales: Frauenhaus, Asylbewerberheim

## Care-Ethik
Die Psychologin Carol Gilligan entwickelte in Auseinandersetzung mit Lawrence Kohlberg die Theorie, dass es eine genuin weibliche Moral gebe, die Fürsorge besonders betone.